# Antonio Rosón
Antonio Rosón Pérez (Becerreá, Lugo, 8 de junio de 1911-Santiago de Compostela, La Coruña, 24 de abril de 1986) fue un político y abogado español, primer presidente de la Junta de Galicia (preautonómica) y primer presidente del Parlamento de Galicia (1981-1986).

## Trayectoria
Licenciado en Derecho por la Universidad de Valladolid. Participó intensamente en la vida política del franquismo. Fue procurador en Cortes de representación familiar por la provincia de Lugo, durante la IX y la X legislatura, presidente Diputación Provincial de Lugo entre 1949 y 1951, presidente de la Cámara provincial Agraria de dicha provincia. También fue vicedecano del Colegio de Abogados de Lugo, presidente de la Comisión de Agricultura del Consejo Económico y Sindical del Noroeste de España y consejero de FRIGSA.
Tras la constitución de la junta preautonómica (1977), la UCD, mayoritaria en Galicia, desechó la posibilidad de que un galleguista histórico la presidiese. Tras haber barajado la opción de situar como presidente a Pío Cabanillas, finalmente nombró a Antonio Rosón. Sin embargo, el intento del presidente del Gobierno, Adolfo Suárez, de aprobar un estatuto con un conjunto de competencias inferior a los del País Vasco y Cataluña, provocó un gran malestar en la comunidad, que fue respaldada por parte de la UCD local y por el presidente de la Junta preautonómica, Antonio Rosón. La UCD decidió sustituirle y el 9 de junio de 1979, José Quiroga Suárez fue nombrado presidente de la Junta de Galicia, en su etapa preautonómica.
Fue el primer presidente del Parlamento de Galicia, desde el 19 de diciembre de 1981 hasta su muerte acontecida el 24 de abril de 1986. Presidió la I legislatura y parte de la II legislatura del Parlamento de Galicia, habiendo sido reelegido para este cargo el 17 de diciembre de 1985.
Fue también diputado por Lugo (1977-1979) y senador por Lugo (1979-1982).
Miembro de número de la Real Academia Gallega de Legislatura y Jurisprudencia. Posee la Gran Cruz del Mérito Agrícola.